# 由利町立西滝沢小学校
由利町立西滝沢小学校（ゆりちょうりつ にしたきさわしょうがっこう）は、秋田県由利郡由利町（現在の由利本荘市）にあった公立小学校。

## 概要
1882年（明治15年）11月、名高小学校、川西小学校として開校。1908年（明治40年）に西滝沢尋常小学校と改称、1941年（昭和16年）に西滝沢国民学校と改称、1947年（昭和22年）に西滝沢村立西滝沢小学校と改称。1955年（昭和30年）4月に町村合併により、由利町立西滝沢小学校と改称。
2004年（平成16年）3月に、由利町立鮎川小学校、由利町立前郷小学校と統合し、由利本荘市立由利小学校が新設されたため、約130年の歴史に幕を下ろした。
現在は、一部を残し、西滝沢プラザとして生まれ変わっている。

## 沿革
- 1874年（明治7年）
  - 3月7日 - 土倉学校として、蔵昌寺に開校[3]。
  - 12月 - 川西字新屋敷の民家に新屋敷分教場を開設。本校を新上条の民家に移転[3][4]。
- 本校を吉沢字小山田に移転[3]。
- 新屋敷分教場の校舎を落成[3]。
- 1882年（明治15年）11月30日 - 本校を増築して名高小学校と改称し、新屋敷分教場を独立校として川西小学校とする[4]。
- 1883年（明治16年）7月 - 川西小学校を米山に移す[4]。
- 1893年（明治25年）4月 - 吉沢分教場を再び独立校として名高小学校とする[4]。
- 1908年（明治40年）12月 - 川西・名高両校を廃して、西滝沢尋常小学校とし、校舎を奉行面に設け、高分教場を置く[4]。
- 1911年（明治43年）3月 - 西滝沢尋常小学校に高等科を併置する[4]。
- 1917年（大正6年）4月 - 名高分教場を廃し、本校舎を新築[4]。
- 1922年（大正11年）9月 - 雨天体操場を新築[4]。
- 1941年（昭和16年）4月 - 西滝沢国民学校となる[4]。
- 1947年（昭和22年）4月 - 西滝沢村立西滝沢小学校と改称する[4]。
- 1948年（昭和23年）4月 - 父母と教師の会（現：PTA）を発足[5]。
- 1955年（昭和30年）4月 - 町村合併により、由利町立西滝沢小学校となる[4]。
- 1966年（昭和41年）- 旧西滝沢中学校の校舎を使用する[6]。
- 2003年（平成15年）10月18日 - 記念碑除幕式、閉校記念式典、閉校記念謝恩会を開催[7]。
- 2004年（平成16年）3月31日 - 閉校[1]。

## 校歌
作詞は三浦梅治朗、作曲は佐藤吉五郎。歌は3番まである。